# مقياس جريان الدم
مقياس جَريان الدم أو مقياس التيار (بالإنجليزية: Stromuhr)‏ هي أداة طِبية صَممها كارل لودفيغ في عام 1867 لِقياس قوة الجريان في الشرايين والأوردة الرئيسية.